# Trần Mẫn Chi
Trần Mẫn Chi (陳敏之) (sinh ngày 17/1/1979) là người mẫu, diễn viên Hồng Kông. Cô hiện là nghệ sĩ theo hợp đồng của hãng TVB, thường được biết tới với danh hiệu "Thiên hậu chân dài" hay "Người đẹp chân dài".

## Tiểu sử
Trần Mẫn Chi sinh ngày 17/1/1979 tại Hong Kong, nguyên quán ở Quảng Đông. Cha cô đến Hong Kong lập nghiệp, lăn lộn nhiều năm rất vất vả. Trần Mẫn Chi tuổi thơ ấu rất giản dị, lâu thật lâu mới mua quần áo mới chứ đừng nói đến món đồ chơi, bản thân muốn mua gì cũng phải chi tiêu hết sức tiết kiệm. Từ nhỏ, cô đã chịu những ánh mắt cười nhạo vì không có tiền đóng học phí. Vì vậy từ hoàn cảnh khốn khó khiến cho Trần Mẫn Chi tự ti, không cam lòng, cô tự nhủ nỗ lực thay đổi hoàn cảnh bằng chính bản thân mình.
Thời thiếu nữ Mẫn Chi cao tới 174 cm, cộng thêm diện mạo không tệ nên cô chủ động đi làm người mẫu phụ giúp gia đình. Không có kinh nghiệm nhưng bằng nỗ lực không ngừng, cuối cùng cô cũng được chụp tạp chí cùng các quảng cáo, một mặt giảm bớt gánh nặng cho gia đình, mặt khác thì miệt mài đọc sách. Lúc đó ba bữa của cô chỉ toàn ăn bánh mì để tiết kiệm tiền chu cấp cho gia đình và chi trả học phí của em trai.
Tình cờ được một nghệ sĩ nổi danh trong âm nhạc thu thập làm đệ tử, Mẫn Chi dấn thân vào con đường ca hát. Cô bắt đầu có thêm mục tiêu rõ ràng trong tương lai. Qua Nhật Bản, trong khi đang chờ những ca khúc được phát hành thì công ty sản xuất tuyên bố đóng cửa, các ca khúc cũng đóng băng không thể phát hành, Mẫn Chi càng thêm lao đao, giấc mơ âm nhạc từ đây cũng tan biến.
Rời Nhật Bản, Trần Mẫn Chi trở lại Hong Kong phát triển. Trong lúc cô bất lực nhất thì được nhà đài nhắm tới. Mẫn Chi chính thức ký hợp đồng dài hạn, bắt đầu một hành trình vai phụ dài hơn 10 năm. Khi gia nhập TVB thì kinh tế gia đình cũng được cải thiện.Con đường diễn xuất bắt đầu không lâu thì 2003, ông ngoại Mẫn Chi qua đời liền sau đó ba của cô cũng không qua khỏi vì mắc bệnh nan y. Trần Mẫn Chi phải chịu 1 đả kích to lớn, đối với cô gái hơn 20 tuổi đối mặt với quá nhiều điều khó chấp nhận được. Trả lời phỏng vấn sau khoảng thời gian này, cô có ý định tự tử nhưng cô nghĩ mình không thể ra đi như vậy vì trước khi qua đời, ba cô có dặn dò cô hãy chăm sóc mẹ và em trai. Nghĩ vậy nên Mẫn Chi tiếp tục cố gắng.
Từ sau “Công chúa giá đáo” cô luôn chờ đợi 1 vai chính. Đối với 1 diễn viên tay ngang nên ngay từ đầu Mẫn Chi xác nhận sẽ từng bước đi lên bằng sức lực của mình.

## Đời tư
Trong lúc Trần Mẫn Chi ký hợp đồng với đài thì có 1 diễn viên đang chập chững bắt đầu sự nghiệp là Dương Minh. Cùng lúc đó cũng có Lâm Phong, Trương Mỹ Ni đồng lứa. Sau này cả hai sự nghiệp đều thuận lợi nhưng Dương Minh và Trần Mẫn Chi lại giống nhau khá lận đận. Hẹn hò với Trần Mẫn Chi vào thời điểm đó nhưng Dương Minh lại thường xuyên bị tai tiếng, tin đồn với các nữ diễn viên khác, báo chí tuôn ra các tật xấu như say rượu hay thái độ không tốt, nhà đài chán nản nên một thời gian dài đóng băng các hoạt động của Dương Minh. Trong thời gian đó, Trần Mẫn Chi vẫn luôn ở bên và động viên Dương Minh, mối quan hệ kéo dài chưa đầy 2 năm thì kết thúc.
Đến năm 2011, có tin đồn Trần Mẫn Chi qua lại với doanh nhân Lôi Hữu Tín (William Lui). Cả hai hẹn hò khoảng 3 năm thì kết hôn vào năm 2014. Năm 2016, Trần Mẫn Chi hạ sinh con trai đầu lòng Lôi Tử Lạc vào ngày Đông chí.
Ngoài ra, cũng có tin đồn Trần Mẫn Chi từng hẹn hò với nam diễn viên Trịnh Gia Dĩnh.

## Danh sách phim truyền hình
| Năm  | Tựa Phim                  | Vai Diễn                 | Ghi Chú                                |
| ---- | ------------------------- | ------------------------ | -------------------------------------- |
| 2002 | Niềm tin một đời          | Diệp Hạo Oánh (Mon)      |                                        |
| 2003 | Hồ sơ tuyệt mật           | Phạm Chỉ Kiều            |                                        |
| 2003 | Người phát ngôn giỏi luật | Mary                     | Khách mời                              |
| 2003 | Tuổi trung niên           | Cô gái                   | Khách mời                              |
| 2004 | Sắc màu                   | Quan Bích Dao (Ella)     |                                        |
| 2004 | Đột phá cuối cùng         | Cao Tiểu Nhu (YoYo)      |                                        |
| 2005 | Quyền lực đen tối         | Uông Hiểu Tình           |                                        |
| 2006 | Lần theo dấu vết          | Phương Mẫn Dư (Michelle) |                                        |
| 2006 | Phúc Vũ và Phiên Vân      | Hư Dạ Nguyệt             |                                        |
| 2006 | Vượt lên chính mình       | Cao Trác Kỳ (Choco)      |                                        |
| 2006 | Welcome to The House      | Tô Hoa (Anita)           | Sitcom                                 |
| 2006 | Hạt ngọc phương Đông      | Thường Mỹ Lệ             |                                        |
| 2007 | Cường kiếm                | Mạc Vấn (Tư Mã Tuyết)    |                                        |
| 2007 | Nữ trạng tài danh         | Nghi Quý phi (Hoàng Hậu) |                                        |
| 2008 | Đấu trí                   | Giang Kiều (Katie)       |                                        |
| 2008 | Bằng chứng thép II        | Cô gái                   | Khách mời tập 30                       |
| 2008 | Thế giới ảo               | Lê Bội Từ (Pansy)        |                                        |
| 2009 | Phú quý môn               | Đới Diệc Hân (Yan)       |                                        |
| 2009 | Trò chơi sắc đẹp          | Đường Khả Nhi (Cally)    |                                        |
| 2010 | Tình yêu ngờ vực          | Trương Tư Mẫn (Jasmine)  |                                        |
| 2010 | Công chúa giá đáo         | Đại công chúa Vĩnh Hà    |                                        |
| 2011 | Tòa án lương tâm          | Hà Lợi Trinh             |                                        |
| 2012 | Đông Tây Cung Lược        | Hạ Nghênh Xuân           |                                        |
| 2012 | Người cha phú quý         | Lôi Cường                | Khách mời                              |
| 2012 | Hồi đáo Tam quốc          | Tiểu Kiều                |                                        |
| 2012 | Tòa án lương tâm 2        | Hà Lợi Trinh             | Khách mời                              |
| 2012 | Pháp võng truy kích       | Ngải Mỹ Thần             |                                        |
| 2013 | Quý ông thời đại          | Cố Gia Doanh (Kay)       |                                        |
| 2013 | Bao la vùng trời 2        | Pansy                    | Khách mời                              |
| 2013 | Mỹ nhân hành động         | Diêm Quyên               |                                        |
| 2014 | Sứ đồ hành giả            | Mạc Tiễn Hân (Yan)       |                                        |
| 2014 | Điểm kim thắng thủ        | Hà Song Di               |                                        |
| 2017 | Tình thương của mẹ hổ     | Văn Gia Hi (Claire)      |                                        |
| 2017 | Sóng gió gia tộc 3        | Huỳnh Dĩ Ái (Venus)      |                                        |
| 2017 | Tính tại hữu tình         | Lâm Tĩnh Nhi             | Phát sóng trên kênh thu phí myTV Super |
| 2019 | Cảnh sát thép             | Tô Tuệ Nhã (Carie)       |                                        |
| 2019 | Giải quyết sư             | Hạng Tụng Như            |                                        |
| 2020 | Bằng chứng thép IV        | Lam Gia Mỹ (Sammy)       |                                        |
| 2021 | Ám dạ thủ hộ giả          | Lư Thiến Văn             | Hậu kỳ                                 |
| 2021 | Liêm chính hành động      |                          | Hậu kỳ                                 |

## Phim điện ảnh
| Năm  | Tên phim                   |
| ---- | -------------------------- |
| 1998 | Ghost on Fire              |
| 2001 | Killing End                |
| 2001 | Blue Moon                  |
| 2002 | Nine Girls and a Ghost     |
| 2002 | The Happy Family           |
| 2002 | Dry Wood Fierce Fire       |
| 2002 | Sleeping with the Dead     |
| 2002 | Psychedelic Cop            |
| 2002 | The Wall                   |
| 2002 | Love is Butterfly          |
| 2002 | Love in Garden Street      |
| 2003 | Home of Devil: Evil Sledge |
| 2003 | Super Cop                  |
| 2003 | City of SARS               |
| 2006 | The room                   |
| 2011 | A Dream Team               |
| 2013 | A Secret Between Us        |
| 2018 | Keyboard Warriors          |

## Bài hát trong phim
Love steps: Ngôi nhà mật ngọt (2006)
The Circle Game: Hạt ngọc phương Đông (2006)
Muốn một ngày: Mỹ nhân hành động (2013)

## Giải thưởng và đề cử

### StarHub TVB Awards
| Năm  | Hạng Mục                             | Tác Phẩm Đề Cử     | Kết Quả   | Ghi Chú |
| ---- | ------------------------------------ | ------------------ | --------- | ------- |
| 2014 | Nữ diễn viên phụ được yêu thích nhất | Điểm kim thắng chủ | Đoạt giải |         |

### TVB Anniversary Awards
| Năm  | Hạng Mục                       | Tác Phẩm Đề Cử      | Kết Quả   | Ghi Chú |
| ---- | ------------------------------ | ------------------- | --------- | ------- |
| 2006 | Nữ diễn viên phụ xuất sắc nhất | Vượt lên chính mình | Đề cử     |         |
| 2008 | Nữ diễn viên tiến bộ nhất      | Bằng chứng thép II  | Đề cử     |         |
| 2009 | Nữ diễn viên tiến bộ nhất      | Con đường phú quý   | Đề cử     |         |
| 2011 | Nữ diễn viên phụ xuất sắc nhất | Tòa án lương tâm    | Đoạt giải |         |
| 2014 | Nữ diễn viên phụ xuất sắc nhất | Sứ đồ hành giả      | Đề cử     |         |
| 2017 | Nữ diễn viên phụ xuất sắc nhất | Sóng gió gia tộc 3  | Đề cử     |         |

### TVB Star Awards Malaysia
| Năm  | Hạng Mục                                    | Tác Phẩm Đề Cử   | Kết Quả   | Ghi Chú |
| ---- | ------------------------------------------- | ---------------- | --------- | ------- |
| 2010 | Nữ diễn viên phụ được yêu thích nhất        | Trò chơi sắc đẹp | Đề cử     |         |
| 2011 | Nữ diễn viên phụ được yêu thích nhất        | Tòa án lương tâm | Đoạt giải |         |
| 2011 | Nữ diễn viên triển vọng được yêu thích nhất | Tòa án lương tâm | Đề cử     |         |
| 2014 | Nữ diễn viên phụ được yêu thích nhất        | Sứ đồ hành giả   | Đoạt giải |         |
| 2014 | Nhân vật truyền hình được yêu thích         | Sứ đồ hành giả   | Đoạt giải |         |